# Тронстад, Сондре
Сондре Бьёрнванн Тронстад (норв. Sondre Bjorvand Tronstad; род. 26 августа 1995, Кристиансанн) — норвежский футболист, полузащитник клуба «Блэкберн Роверс» и сборной Норвегии.

## Клубная карьера

### Ранние годы
Тронстад играл за «Твейт» до того, как перешёл в «Старт». В ноябре 2009 года он проходил просмотр в «Манчестер Юнайтед» вместе со своими соотечественниками Германом Стенгелем и Матсом Мёллером Дели.

### Старт
В 2012 году Тронстад дебютировал в основном составе «Старта» в рамках Первого дивизиона Норвегии, а в следующем сезоне впервые сыграл уже в Типпелиге. По манере игры Тронстада сравнивали с бывшим игроком «Старта» и сборной Норвегии Фредриком Стрёмстадом.

### Хаддерсфилд Таун
21 января 2014 года Сондре перешёл в «[[Хаддерсфилд Таун]» по контракту на 2+1/2 года.

### Хёугесунн
14 января 2016 года, после ухода из «Хаддерсфилда», Тронстад подписал трёхлетний контракт с норвежским клубом «Хёугесунн».

### Витесс
24 января 2020 года Тронстад перешёл в «Витесс» по контракту на 3+1/2 года. 1 февраля 2020 года он дебютировал в Эредивизи в матче против «АДО Ден Хааг», выйдя на замену Навароне Фору на 75-й минуте. 18 апреля 2021 года он отыграл весь матч против «Аякса» в финале Кубка Нидерландов, который «Витесс» проиграл со счётом 2:1.

### Блэкберн Роверс
15 июня 2023 года было объявлено, что Тронстад присоединится к «Блэкберн Роверс», когда закончится срок его контракта с «Витессом», по соглашению, рассчитанному на 3 года. 5 августа он дебютировал в Чемпионшипе в домашнем матче против «Вест Бромвич Альбион», который завершился со счётом 2:1.
7 декабря 2024 года в матче против «Халл Сити» в отсутствие капитана команды Льюиса Трэвиса, главный тренер Джон Юстас передал Тронстаду капитанскую повязку. 19 апреля 2025 года Тронстад забил свои первые голы в английском футболе: в матче против «Миллуолл» он сделал дубль. Болельщики «Блэкберн Роверс» также признали норвежца лучшим игроком сезона 2024/25 в составе клуба.

## Международная карьера
Сондре Тронстад играл за молодёжные сборные Норвегии с 16 до 18 лет. 18 ноября 2020 года он дебютировал в основном составе сборной в матче Лиги наций против Австрии.

## Клубная
| Клуб             | Сезон            | Лига             | Лига | Лига | Национальный Кубок | Национальный Кубок | Кубок Лиги | Кубок Лиги | Континентальные | Континентальные | Итого | Итого |
| Клуб             | Сезон            | Дивизион         | Игры | Голы | Игры               | Голы               | Игры       | Голы       | Игры            | Голы            | Игры  | Голы  |
| ---------------- | ---------------- | ---------------- | ---- | ---- | ------------------ | ------------------ | ---------- | ---------- | --------------- | --------------- | ----- | ----- |
| Старт            | 2012             | ОБОС-лига        | 12   | 0    | 4                  | 0                  | —          | —          | —               | —               | 16    | 0     |
| Старт            | 2013             | Элитсерия        | 9    | 1    | 1                  | 0                  | —          | —          | —               | —               | 10    | 1     |
| Старт            | Итого            | Итого            | 21   | 1    | 5                  | 0                  | —          | —          | —               | —               | 26    | 1     |
| Хёугесунн        | 2016             | Элитсерия        | 23   | 2    | 3                  | 0                  | —          | —          | —               | —               | 26    | 2     |
| Хёугесунн        | 2017             | Элитсерия        | 29   | 0    | 4                  | 0                  | —          | —          | 4               | 1               | 37    | 1     |
| Хёугесунн        | 2018             | Элитсерия        | 29   | 1    | 4                  | 0                  | —          | —          | —               | —               | 33    | 1     |
| Хёугесунн        | 2019             | Элитсерия        | 29   | 1    | 5                  | 1                  | —          | —          | 6               | 0               | 40    | 2     |
| Хёугесунн        | Итого            | Итого            | 110  | 4    | 16                 | 1                  | —          | —          | 10              | 1               | 136   | 6     |
| Витесс           | 2019–20          | Эредивизи        | 6    | 0    | 1                  | 0                  | —          | —          | —               | —               | 7     | 0     |
| Витесс           | 2020–21          | Эредивизи        | 23   | 2    | 3                  | 0                  | —          | —          | —               | —               | 26    | 2     |
| Витесс           | 2021–22          | Эредивизи        | 36   | 4    | 0                  | 0                  | —          | —          | 14              | 1               | 50    | 5     |
| Витесс           | 2022–23          | Эредивизи        | 28   | 2    | 0                  | 0                  | —          | —          | 0               | 0               | 28    | 2     |
| Витесс           | Итого            | Итого            | 93   | 8    | 4                  | 0                  | —          | —          | 14              | 1               | 111   | 9     |
| Блэкберн Роверс  | 2023–24          | Чемпионшип       | 36   | 0    | 2                  | 1                  | 3          | 0          | 0               | 0               | 41    | 1     |
| Блэкберн Роверс  | 2024–25          | Чемпионшип       | 38   | 2    | 1                  | 0                  | 1          | 0          | 0               | 0               | 40    | 2     |
| Блэкберн Роверс  | Итого            | Итого            | 74   | 2    | 3                  | 1                  | 4          | 0          | —               | —               | 81    | 3     |
| Итого за карьеру | Итого за карьеру | Итого за карьеру | 298  | 15   | 28                 | 2                  | 4          | 0          | 24              | 2               | 354   | 19    |

1. ↑  Includes Кубок Нидерландов по футболу, Кубок Норвегии по футболу, Кубок Англии по футболу
2. ↑  Includes Кубок Английской футбольной лиги
3. 1 2  Выступление в Лиге Европы УЕФА
4. ↑  Выступление в Лиге конференций УЕФА

### В сборной
| Матчи Тронстада за сборную Норвегии | Матчи Тронстада за сборную Норвегии | Матчи Тронстада за сборную Норвегии | Матчи Тронстада за сборную Норвегии | Матчи Тронстада за сборную Норвегии | Матчи Тронстада за сборную Норвегии |
| ----------------------------------- | ----------------------------------- | ----------------------------------- | ----------------------------------- | ----------------------------------- | ----------------------------------- |
| №                                   | Дата                                | Соперник                            | Счёт                                | Голы Тронстада                      | Соревнование                        |
| 1                                   | 18 ноября 2020                      | Австрия                             | 1:1                                 | —                                   | Лига наций УЕФА 2020/2021           |

Итого: 1 матч / 0 голов; 0 побед, 1 ничья, 0 поражений.